# Otto Nückel
Otto Nückel, né à Cologne 6 septembre 1888 et mort dans cette ville le 12 novembre 1955, est un peintre, graveur, illustrateur et caricaturiste allemand. 
Avec Frans Masereel et Lynd Ward, il est l'un des pionniers d'un style de roman graphique ne comportant qu'un minimum de mots, et illustré seulement par des gravures sur plomb.

## Biographie
Otto Nückel naît dans une famille de notables et est destiné à une carrière de médecin, mais son grand-père, dramaturge, l'aide à embrasser une carrière artistique. Après un court séjour à Fribourg-en-Brisgau, il s'installe à Munich en 1911. Au cœur de la Sécession de Munich, il croise de nombreux artistes, reçoit l'enseignement de Heinrich Knirr et de Leopold Durm, admire Alfred Kubin, et se passionne aussi bien pour la peinture que pour la gravure sur bois.
Après sa démobilisation, il s'installe de 1918 à 1923 à Bad Aibling dans l'ancien atelier du peintre Wilhelm Leibl, sa production se caractérisant par un style expressionniste appuyé. Il débute ensuite une carrière d'illustrateur pour des œuvres de Clemens Brentano, Thomas Mann, E.T.A. Hoffmann ou Alexander Moritz Frey, ainsi que pour des périodiques comme Simplicissimus et Jugend.
En 1926, il produit une suite graphique, Destin, une narration sans mot réalisée en gravure sur métal composée de 190 vignettes qui constitue sans doute son chef-d'œuvre livresque.